# Kołobrzeski Rower Miejski
Kołobrzeski Rower Miejski – system bezobsługowych wypożyczalni rowerów miejskich, działający w Kołobrzegu od czerwca 2017 roku.
Kołobrzeski Rower Miejski został uruchomiony 15 czerwca 2017 roku z 125 rowerami utrzymywanymi przez firmę Nextbike Polska. 
W 2018 roku w systemie zaszły trzy zmiany. Do systemu włączono stację 6313 Park Handlowy Albatros wraz z 10 rowerami, która powstała przy zaangażowaniu prywatnego przedsiębiorstwa; stacja ta działała do 2020. Również w 2018 roku przesunięto stację 6304 oraz czasowo wyłączono, z powodu inwestycji, stację 6307 Kamienny Szaniec.  

## Stacje
| Nazwa stacji                   | Współrzędne                                   |
| ------------------------------ | --------------------------------------------- |
| Nr 6301 Stadion                | 54°10′31,0″N 15°33′42,0″E/54,175278 15,561667 |
| Nr 6302 ul. 1 Maja             | 54°10′16,6″N 15°34′01,6″E/54,171278 15,567111 |
| Nr 6303 Ratusz                 | 54°10′34,2″N 15°34′33,9″E/54,176167 15,576083 |
| Nr 6304 ul. Słowińców          | 54°10′33,2″N 15°34′58,5″E/54,175889 15,582917 |
| Nr 6305 Dworzec PKP            | 54°10′55,0″N 15°34′14,4″E/54,181944 15,570667 |
| Nr 6306 Latarnia Morska        | 54°11′09,1″N 15°33′15,2″E/54,185861 15,554222 |
| Nr 6307 Kamienny Szaniec       | 54°11′14,1″N 15°35′32,7″E/54,187250 15,592417 |
| Nr 6308 ul. Arciszewskiego     | 54°10′38,3″N 15°32′33,3″E/54,177306 15,542583 |
| Nr 6309 ul. Toruńska           | 54°09′45,1″N 15°32′55,0″E/54,162528 15,548611 |
| Nr 6310 ul. Świętego Wojciecha | 54°09′24,3″N 15°33′13,3″E/54,156750 15,553694 |
| Nr 6311 Ogrody - ul. Fredry    | 54°10′44,6″N 15°35′25,7″E/54,179056 15,590472 |
| Nr 6312 Podczele - ul. Brzeska | 54°11′33,5″N 15°39′45,7″E/54,192639 15,662694 |